# パット・ブキャナン
パトリック・ジョセフ・"パット"・ブキャナン（Patrick Joseph "Pat" Buchanan、1938年11月2日 - ）は、アメリカ合衆国の政治コメンテーター・作家・シンジゲート誌のコラムニスト、政治家、ニュースキャスター。
かつては、リチャード・ニクソンやジェラルド・フォード、ロナルド・レーガンなど大統領のシニアアドバイザーや、CNNでCrossfireの初代司会者を務め、1992年と1996年のアメリカ合衆国大統領選に共和党から立候補し、2000年アメリカ合衆国大統領選挙でアメリカ合衆国改革党から票を獲得した。The American Causeという基金の設立や、The American Conservative誌、Human Events、National Review、The Nation、ローリング・ストーンなどを発行した。
アメリカ本国では超保守主義として認知されている。
現在はケーブルテレビ局MSNBCの番組Morning Joeで政治コメンテーターを務め、 The McLaughlin Groupにレギュラー出演している。

## 人物
1936年12月28日に結婚した看護師で主婦のCatherine Elizabethと、映画記録者のWilliam Baldwin Buchanan夫妻の子として1938年11月2日にワシントンD.C.で生まれる。Brian, Henry, James, John, Thomas, and William Jr.の兄弟6人、Kathleen Theresaとアンジェラ・マリー・"ベイ"・ブキャナンの姉妹2人がおり、イングランド人、ドイツ人、スコットランド系アイルランド人の血を引いている。アンジェラ・マリー・"ベイ"・ブキャナンは、ロナルド・レーガン政権下でアメリカ合衆国財務官として活躍した。彼の曽祖父は南北戦争時代に南軍側へついており、ブキャナン本人もSons of Confederate Veteransに所属してロバート・E・リーを尊敬している。
カトリック教会で洗礼を受けてBlessed Sacrament Schoolに通った後、イエズス会が運営するGonzaga College High Schoolを経てジョージタウン大学へ入学した。在学中に予備役将校訓練課程に参加して1960年に徴兵されたが、コロンビア特別区徴兵委員会は、反応性関節炎を理由にブキャナンを4-Fの徴兵不適として軍への服務を認めなかった。
大学を卒業後の1962年にカナダとキューバの貿易拡大について論文を修め、コロンビア大学ジャーナリズム大学院でジャーナリズムの修士を授かる。
1971年に、ホワイトハウスのスタッフのShelley Ann Scarneyと結婚するが子はもうけていない。
2015年に起きたアフリカ系アメリカ人による白人男女殺害事件のバージニア・テレビクルー射殺事件について、レイシストによるヘイトクライムであると著述している。
2016年に、民主党全国委員会 (DNC) の幹部らが大統領候補を決定する過程でヒラリー・クリントンに肩入れしてバーニー・サンダースを追い落とそうとしていた問題が、メールのやり取りから発覚すると、批判をかわすために民主党員らは「党幹部のメールにアクセスしたハッカーに、共和党候補のドナルド・トランプを本選で勝たせたいロシア政府の意向が働いている」として攻撃した。それに対しブキャナンは「アメリカも冷戦時代から他国の政治に干渉するための非営利団体を設立し、盗聴やインターネットによる監視までしていたではないか」と指摘し、「ロシアが公正な選挙の原則の損壊を暴露してくれたのだとしたら、ロシアをピュリッツァー賞のジャーナリズム部門にノミネートすべきである」と主張した。